# Scobura
Scobura là một chi bướm ngày thuộc họ Bướm nâu.